# ویرجینیا رپی
ویرجینیا رَپـِی (انگلیسی: Virginia Rappe؛‏ ‎/rəˈpeɪ/‎؛ ‏۷ ژوئیهٔ ۱۸۹۵ – ۹ سپتامبر ۱۹۲۱) مانکن و بازیگر دوران صامت اهل ایالات متحدهٔ آمریکا بود. وی هنگامی که ۱۱ سال داشت مادرش را از دست داد و توسط مادربزرگش سرپرستی و تربیت یافت.

## درگذشت
رپی در تاریخ ۵ سپتامبر ۱۹۲۱ در یک مهمانی در هتل سنت فرانسیس شهر سان فرانسیسکو دچار صدمه و تروما شد و ۴ روز بعد از آن به علت پارگی مثانه و التهاب پرده داخلی شکم در ۲۶ سالگی درگذشت و در آرامگاه فورِوِر هالیوود به خاک سپرده شد. برخی علت صدمه و مرگ او را ناشی از آزار جنسی دانستند اگرچه این موضوع نتوانست با قطعیت اثبات شود.